# Amelia Edwards
Amelia Edwards   (Londres, 7 de juny de 1831 - Weston-super-Mare, 15 d'abril de 1892) Amelia Ann Blanford Edwards, també coneguda com a Amelia B. Edwards, va ser una novel·lista, periodista, viatgera i egiptòloga anglesa. Els seus èxits literaris inclouen The Phantom Coach (1864), les novel·les Barbara's History (1864), Lord Brackenbury (1880) i A Thousand Miles up the Nile (1877). També va publicar una antologia poètica el 1878. El 1882 va ser cofundadora de l'organització sense ànim de lucre Societat per a l'Exploració d'Egipte.

## Primers anys

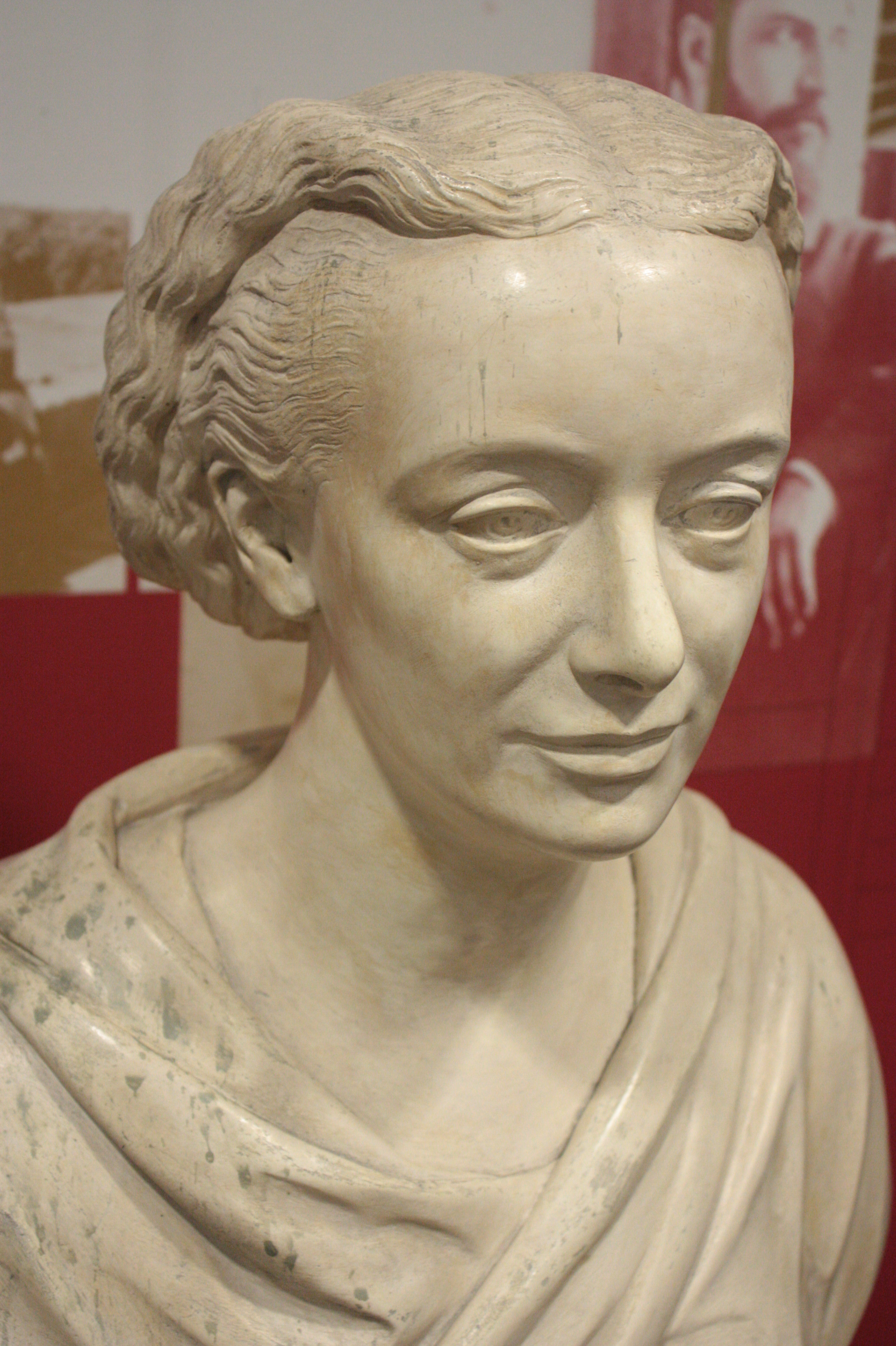
Bust d'Amelia Edwards, Museu Petrie d'Arqueologia Egípcia, Escola Universitària de Londres

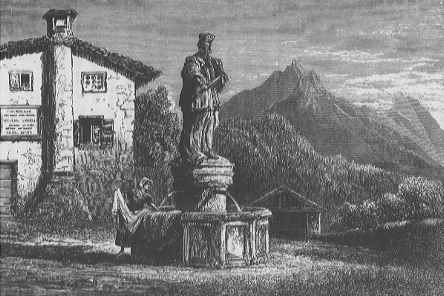
Lloc de naixement de Tiziano, dibuixat per Amelia Edwards en el seu llibre Untrodden Peaks and Unfrequented Valleys. Una representació d'una ubicació a Caprile.

Nascuda a Londres, filla d'una irlandesa i d'un antic oficial de l'Exèrcit britànic que es convertiria en banquer, es va educar a casa amb la seva mare i, des de jove, va mostrar dots prometedores com a escriptora. Va publicar el primer poema als set anys i el primer relat als dotze. Posteriorment publicaria diversos poemes, relats i articles en moltes revistes, entre les quals el Chamber's Journal, Household Words, i All the Year Round. Va escriure també per al Saturday Review i The Morning Post.
A més, Edwards posseïa una habilitat notable per a les arts plàstiques i, així, il·lustrava alguns dels seus escrits i pintava escenes d'altres llibres que llegia. El seu talent era tal que a l'edat de dotze anys va cridar l'atenció de George Cruikshank, que s'oferí per ser el seu professor, però els seus pares no van veure amb bons ulls la proposta perquè la consideraven una professió menor i la forma de vida d'una artista els semblava escandalosa.
També es va dedicar a compondre i tocar música durant uns anys fins que va sofrir un atac de tifus el 1849, seguit d'un freqüent mal de coll que ja li impedí cantar.

## Escriptora de ficció
A principis de 1850, Edwards es va centrar en la seva carrera com a escriptora. La seva primera novel·la extensa va ser My Brother's Wife (1855). Si bé les seves primeres obres van rebre un acolliment prou favorable, va ser Barbara's History (1864), una novel·la sobre la bigàmia, la que va consolidar la seva reputació com a novel·lista. Amelia Edwards dedicava temps i esforços considerables als ambients i als antecedents i es calcula que la recerca i la redacció de cadascuna de les seves novel·les degué ocupar-li uns dos anys. Aquesta àrdua labor va donar els seus fruits i la seva última creació, Lord Brackenbury (1880), es va revelar com un èxit aclaparador que va arribar a assolir les quinze edicions.
Edwards va escriure diversos contes de fantasmes, entre els quals The Phantom Coach, sovint inclòs en moltes antologies. Els paisatges i els personatges de moltes de les històries d'Edwards estan influïts per la seva pròpia experiència. Per exemple, a Barbara's History (1864) utilitza Suffolk com a rerefons, lloc on havia estat moltes vegades durant les vacances d'estiu de quan era petita.

## Les Dolomites

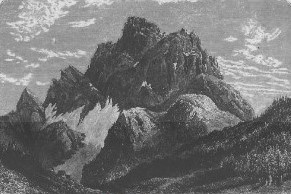
La muntanya Pelmo, dibuixada per Edwards durant la seva expedició a les Dolomites

Altres llocs que va visitar van ser les Dolomites el 27 de juny de 1872, al costat de la seva amiga Lucy Renshawe. Aquell dia van marxar de Monte Generoso, en direcció cap a Venècia, una de les tres maneres conegudes per entrar en les Dolomites. Les dues dones van contractar dos guies de la regió. L'1 de juliol de 1872, després de tres dies a Venècia, Edwards i Renshawe van partir cap a Longarone, Cortina d'Ampezzo, Pieve di Cadore, Auronzo di Cadore, Val Buona, Agordo, Primiero, Predazzo, Fassa Valle, Passo Fedaia, Sasso Bianco, Forno di Zoldo, Zoppè di Cadore i Caprile, i van acabar el viatge a Bozen. En l'època en la qual Edwards va visitar les Dolomites, aquestes eren descrites com a terra incognita i fins i tot persones cultes mai n'havien sentit parlar. Aquest viatge va ser descrit en el seu llibre A Midsummer Ramble in the Dolomites (1873), més tard rebatejat com a Untrodden Peaks and Infrequent Valleys (1873). Durant l'expedició, Edwards també va investigar sobre els treballs de Tiziano i va trobar una pintura de la Verge amb el nen a Serravalle (Vittorio Veneto) i altres dues pintures en una església de poble a Cadore.
L'estiu de 1873, insatisfeta per la fi del seu viatge, va emprendre al costat de Renshawe un tour a peu per França, que es va veure interromput per un seguit de pluges torrencials, que la van fer decidir-se per anar a Egipte.

## Egipte

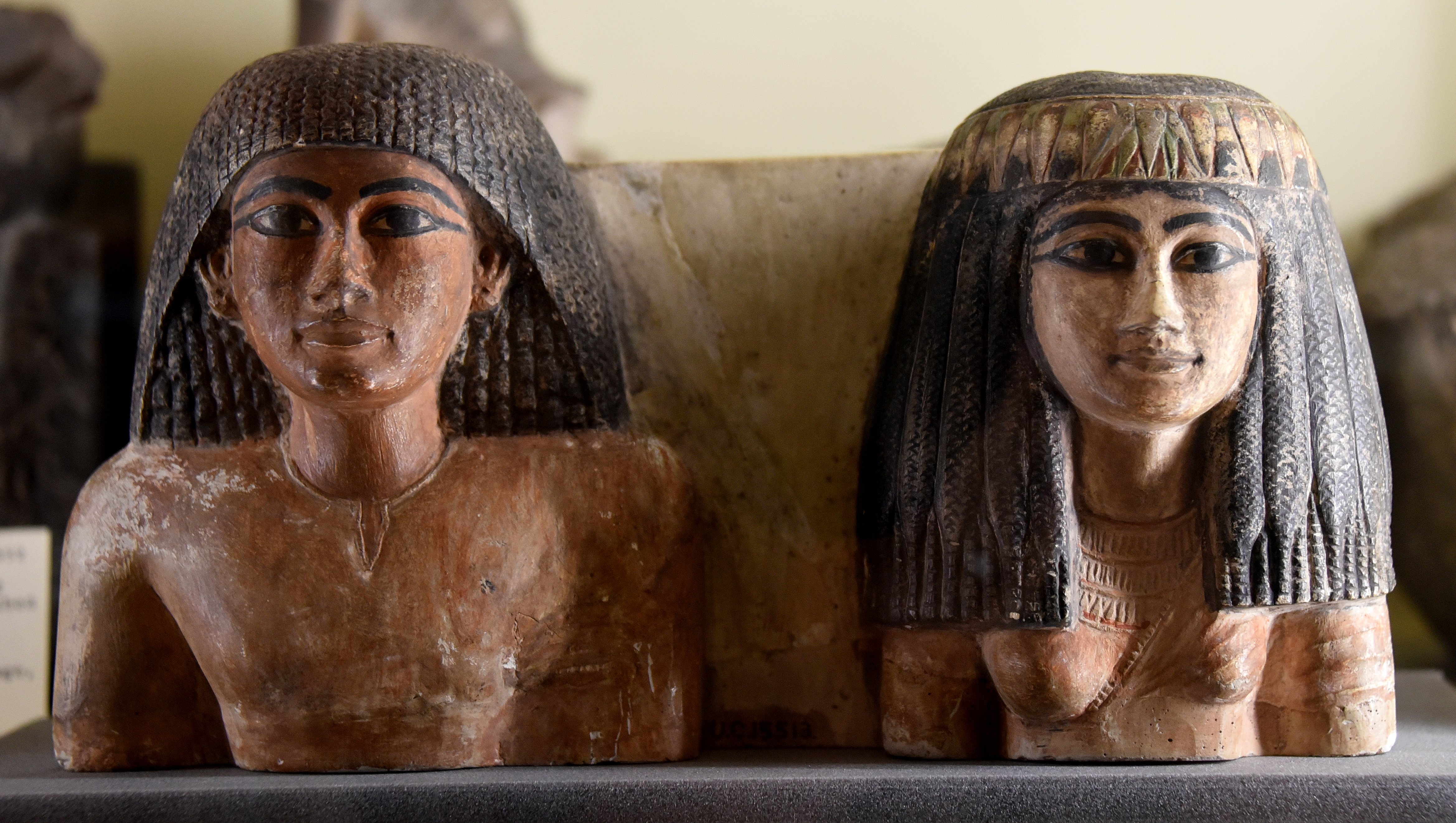
Part superior de l'estatueta d'una dona egípcia i el seu marit. 18ª Dinastia d'Egipte. De la Col·lecció d'Edwards. Albergat en el Museu Petrie d'Arqueologia Egípcia, a Londres.

L'hivern de 1873-1874, en companyia de diversos amics, Amelia Edwards va recórrer Egipte i va quedar fascinada pel país i les seves cultures, tant l'antiga com la moderna. En un viatge des del Caire cap al sud en una barcassa llogada tipus dahabiah, el grup va visitar Files i finalment van arribar a Abu Simbel, on van romandre sis setmanes. Renshawe es trobava entre els seus companys de viatge, així com també el pintor anglès McCallum, que va descobrir un santuari, fins llavors desconegut, que portaria el seu nom durant algun temps. El seu bot es va unir a una altra flotilla amb una altra viatgera anglesa, Marianne Brocklehurst, que també viatjava amb unes companyes. Brocklehurst i Edwards van continuar després la seva amistat i fins i tot Brocklehurst li va donar suport en la fundació de la Societat per a l'Exploració d'Egipte.
En retornar al Regne Unit va redactar una viva descripció del seu viatge pel Nil, que es va publicar en forma de llibre amb el títol A Thousand Miles up the Nile (1877). Enriquit amb les seves pròpies il·lustracions fetes a mà, aquest relat de viatges es va convertir en un èxit de vendes instantani.
Els viatges d'Amelia Edwards per Egipte li van fer prendre consciència de l'amenaça que per als monuments antics representaven el turisme i el desenvolupament que corre parell amb la modernitat. Amb la ferma voluntat d'eliminar aquest risc per mitjà de la conscienciació social i de la conservació dels monuments antics, el 1882 va cofundar la Societat per a l'Exploració d'Egipte (Egypt Exploration Society), anomenada encara així en l'actualitat, juntament amb Reginald Stuart Poole, Conservador del Departament de Monedes i medalles al Museu Britànic. Edwards va ocupar el càrrec de Secretària Honorífica de la fundació fins a la seva mort, esdevinguda catorze anys després.

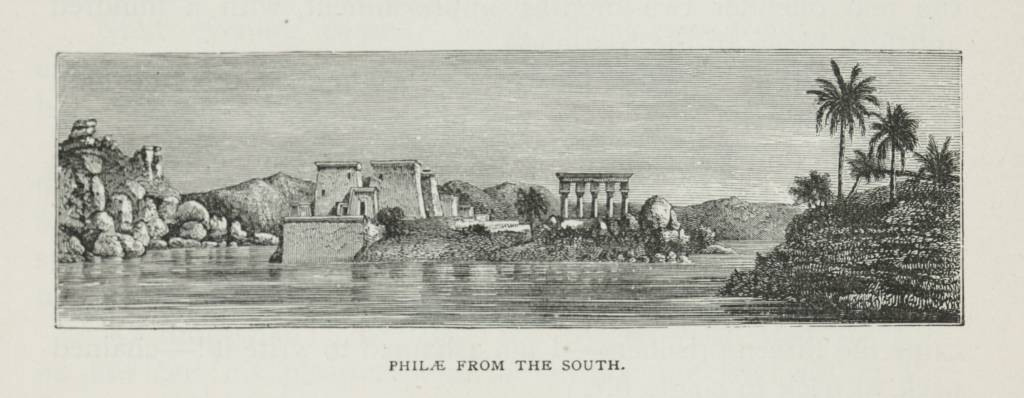
Il·lustració dA Thousand Miles up the Nile

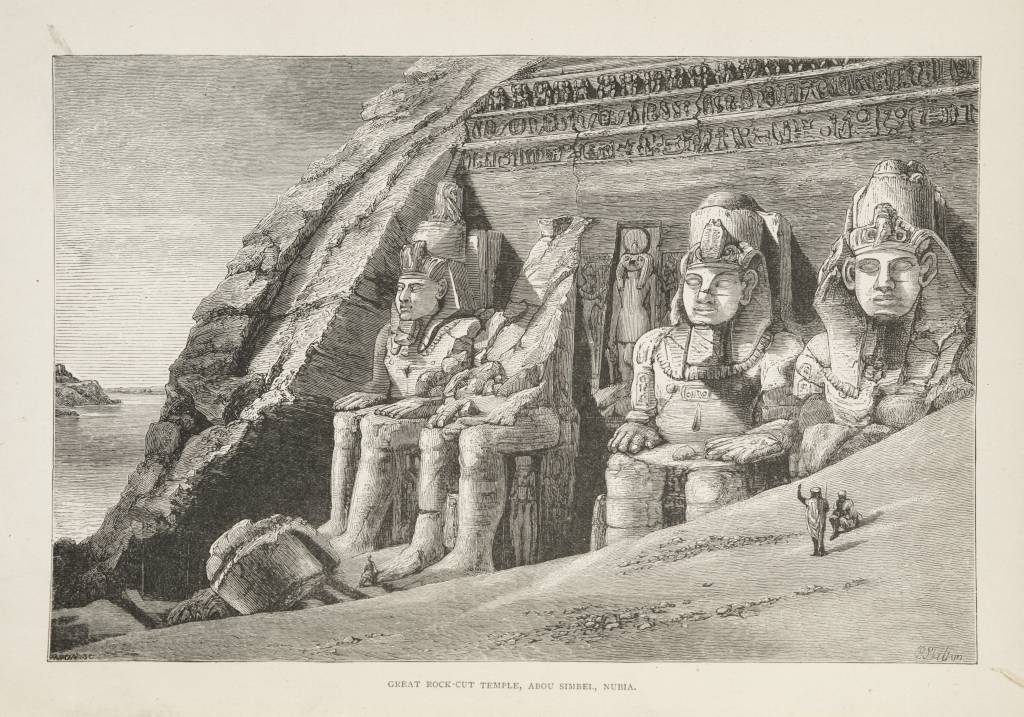
Gran Temple a Abu Simbel (de A Thousand Miles up the Nile).

Amb l'objectiu d'impulsar el treball de la Societat per a l'Exploració d'Egipte, Amelia Edwards va abandonar, en gran manera, les seves activitats literàries per concentrar-se en l'egiptología. En aquest camp va col·laborar en la redacció de la novena edició de l'Encyclopaedia Britannica, en el suplement nord-americà de la mateixa obra i en el Standard Dictionary. Aquesta obstinació la portaria a embarcar-se en una ambiciosa gira de conferències pels Estats Units els anys 1889-1890. El contingut d'aquestes conferències es publicaria el 1891 amb el títol de Pharaohs, Fellahs and Explorers.

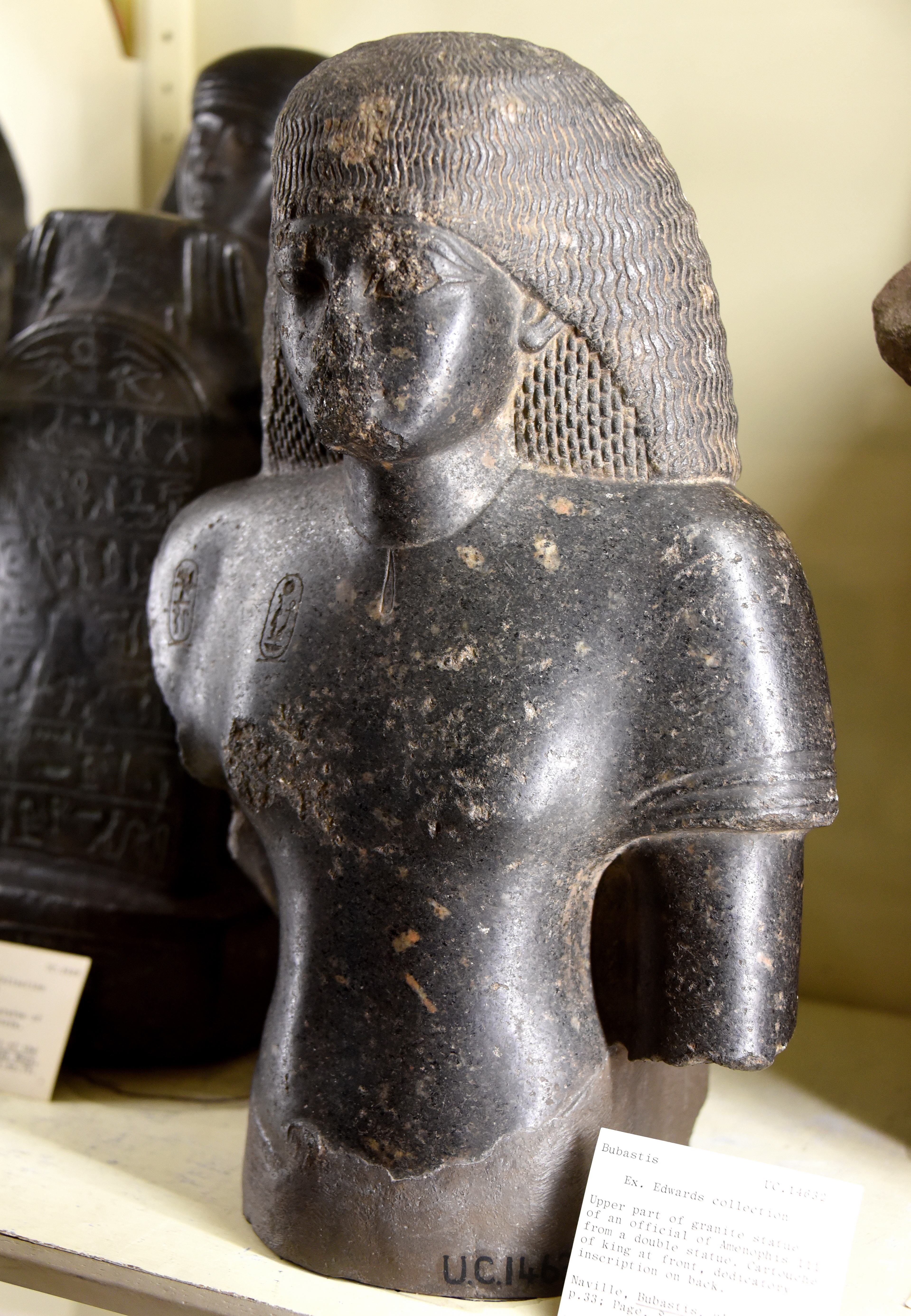
Part superior, figura d'un oficial de Amenhotep III, d'una estàtua doble procedent de Bubastis (Tell-Basta), Egipte. De la Col·lecció d'Edwards. Museu Petrie d'Arqueologia Egípcia, a Londres.

Després de contreure la grip, Amelia Edwards va morir a Weston-super-Mare, al comtat de Somerset, el 15 d'abril de 1892. Va ser enterrada en el cementiri de St Mary the Virgin, Henbury, Bristol, on la seva tomba està assenyalada amb un obelisc amb un ankh de pedra a la base. Al seu costat es troben la tomba de la seva parella, Ellen Drew Braysher, amb qui va viure a Westbury-on-Trym i la de la filla d'Ellen, Sarah Harriet Braysher. Al setembre de 2016, la Historic England va designar la tomba com a monument classificat d'especial interès (Grade II listed) i celebrada com a punt de referència en la història anglesa de les comunitats LGBT.
Va llegar la seva col·lecció d'antiguitats egípcies al University College London, així com 2.500 lliures esterlines destinades al manteniment de la Càtedra Edwards d'Egiptologia. Edwards també va ser benefactora de la Somerville College Library, cedint-los aquarel·les i una petita col·lecció d'atuells grecs i romans.

## En la cultura popular
- El 2012, la figura d'Edwards va ser tractada com un personatge no cantant en la producció d'Aida de Stephen Medcalf en el Royal Albert Hall, a Londres.[21] L'òpera va obrir amb l'escena d'una "excavació" victoriana entre les tombes egípcies i l'acció es va desplegar al voltant de la suposició d'Edwards de com es realitzaria la trama a partir de l'exploració del lloc.[22] El llibret es va basar en un escenari ideat per l'egiptòleg Auguste Mariette, un contemporani d'Edwards.[23]
- L'egiptòloga i novel·lista Elizabeth Peters (Barbara Mertz) es va inspirar en el nom d'Amelia per al seu personatge Amelia Peabody, de la sèrie de novel·les històriques de misteri de què és autora.[24]
- El 2014, una orquestra de cambra, Alarm Will Sound, va escenificar una peça de teatre musical, I Was Here I Was I, basada en el llibre d'Amelia Edwards A Thousand Miles up the Nile, sobre el temple de Dendera, a la sala Sackler del Museu Metropolità d'Art. Va ser escrita i dirigida per Nigel Maister i composta per Kate Soper.[25]

## Obra

### Història i arqueologia
- A Summary of English History: from the Roman Conquest to the present time, 1856
- Outlines of English history: from the Roman conquest to the present time: with observations on the progress of art, science, and civilization, and questions adapted to each paragraph: for the use of schools (c. 1857)
- The History of France; from the Conquest of Gaul by the Romans to the Peace of 1856, 1858
- The Story of Cervantes, etc., 1862
- A Thousand Miles up the Nile London: George Routledge and Sons Ltd, 1877 (1a edició) i 1890 (2a edició, ISBN 0-9819284-2-0)[26]
- Pharaohs, Fellahs, and Explorers. New York: Harper & Brothers, 1891

### Novel·les i relats
- My Brother's Wife. A life–history, 1855
- The Ladder of Life. A heart history, 1857
- The Young Marquis, or, a story from a Reign, c. 1857
- The Eleventh of March. (From a pocket-book of forty years ago), 1863
- No Hero: an Autobiography, 1863[27]
- Barbara's History, 1864
- Hand and Glove. A tale, 1865
- Miss Carew (short stories), 1865
- Half a Million of Money, c. 1868
- Debenham's Vow, 1870
- Monsieur Maurice, and other stories, 1873; contains the stories:[28]

- In the Days of My Youth, 1873
- Lord Brackenbury, 1880
- The Phantom Coach, 1982

### Poesia
- Ballads. London: Tinsley, 1865
- A Poetry-book of Elder Poets, consisting of songs & sonnets, odes & lyrics, selected and arranged, with notes, from the works of the elder English poets, dating from the beginning of the fourteenth century to the middle of the eighteenth century. 1878

### Traduccions
- Manual of Egyptian Archaeology and Guide to the Study of Antiquities in Egypt: for the usi of students and travellers by Sir G. Maspero. Translated by Amelia B. Edwards

### Viatges
- Sights and Stories: being some account of a Holiday Tour through the north of Belgium, 1862
- A Thousand Miles up the Nile, 1877
- Untrodden Peaks and Unfrequented Valleys: A Midsummer Ramble in the Dolomites. London: Longman's, Green, and Co., 1873

### Biografies
- Manley, Deborah (2015). Oxford Dictionary of National Biography entry.[29]
- Adams, Amanda. Ladies of the Field.  Greystone Books, 2010.
- Moon, Brenda E.. More usefully employed: Amelia B. Edwards, writer, traveller and campaigner for ancient Egypt.  Londres: Egypt Exploration Society, 2006.
- Rees, Joan. Women on the Nile: Writings of Harriet Martineau, Florence Nightingale, and Amelia Edwards.  Rubicon Press, 1995.
- Rees, Joan. Amelia Edwards: traveller, novelist & Egyptologist.  Londres: Rubicon Press, 1998.